# Безоцо
Безоцо (итал. Besozzo) је насеље у Италији у округу Варезе, региону Ломбардија.
Према процени из 2011. у насељу је живело 8883 становника. Насеље се налази на надморској висини од 281 м.

## Становништво
| 1931. | 1936. | 1951. | 1961. | 1971. | 1981. | 1991. | 2001. | 2011. |
| ----- | ----- | ----- | ----- | ----- | ----- | ----- | ----- | ----- |
| 5.182 | 4.958 | 5.609 | 6.629 | 7.819 | 7.711 | 7.617 | 8.239 | 8.994 |